# Еберштат (Виртемберг)
Еберштат (њем. Eberstadt) општина је у њемачкој савезној држави Баден-Виртемберг. Једно је од 46 општинских средишта округа Хајлброн. Према процјени из 2010. у општини је живјело 3.157 становника. Посједује регионалну шифру (AGS) 8125021.

## Географски и демографски подаци
Еберштат се налази у савезној држави Баден-Виртемберг у округу Хајлброн. Општина се налази на надморској висини од 191 метра. Површина општине износи 12,5 km². У самом мјесту је, према процјени из 2010. године, живјело 3.157 становника. Просјечна густина становништва износи 253 становника/km².

## Међународна сарадња
| Мјесто       | Држава  | Врста сарадње | Од    |
| ------------ | ------- | ------------- | ----- |
| Монтескудајо | Италија | партнерство   | 1984. |
| Извор        |         |               |       |